# Elena Møller-Rigas
Elena Møller-Rigas (Albertslund, 29 januari 1996) is een voormalig Deense langebaanschaatsster, woonachtig in Kopenhagen. Haar vader is afkomstig uit Griekenland.
Møller-Rigas debuteerde in wereldbekerverband in december 2015 in Berlijn. Op 3 december 2017 behaalde ze als eerste Deen een podiumplaats; een zilveren medaille op de massastart in Calgary.

## Persoonlijke records
| Afstand    | Tijd    | Datum             | Baan           |
| ---------- | ------- | ----------------- | -------------- |
| 500 meter  | 41,80   | 30 september 2016 | Inzell         |
| 1000 meter | 1.21,71 | 21 oktober 2016   | Inzell         |
| 1500 meter | 2.02,48 | 9 december 2017   | Salt Lake City |
| 3000 meter | 4.11,69 | 1 december 2017   | Calgary        |

## Resultaten
| Jaar | EK Allround           | WK Afstanden  | Olympische Spelen | WK Junioren                            |
| ---- | --------------------- | ------------- | ----------------- | -------------------------------------- |
| 2014 |                       |               |                   | 22e (26e, 27e, 27e, 21e)               |
| 2015 |                       |               |                   | 18e (24e, 34e, 30e, 21e) 4e massastart |
|      |                       |               |                   |                                        |
| 2017 | NS3 (17e, 19e, NS, -) | 8e massastart |                   |                                        |
| 2018 |                       |               | HF9 massastart    |                                        |
| 2019 |                       | 6e massastart |                   |                                        |

(#, #, #, #) = afstandspositie op juniorentoernooi (500m, 1500m, 1000m, 3000m) of op allroundtoernooi (500m, 3000m, 1500m, 5000m).
NS = niet gestart op een bepaalde afstand